# Šímovy chalupy

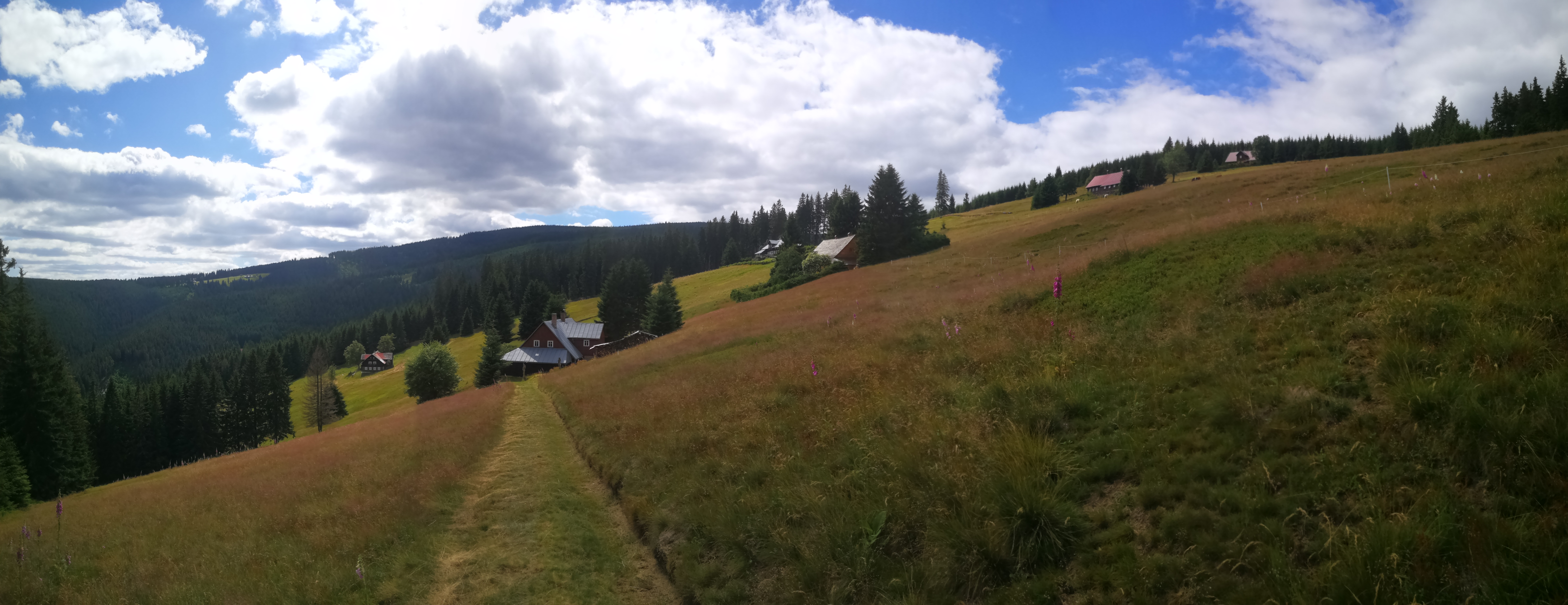
Šímovy Chalupy (2018)

Šímovy chalupy (deutsch: Simmaberg) ist eine tschechische Streusiedlung im östlichen Riesengebirge. Sie liegt auf dem Gebiet der Gemeinde Malá Úpa.

## Lage
Das Bergdorf liegt oberhalb des Löwengrunds (Lví důl) in einer Höhe von etwa 1010–1060 Metern am Südhang des Jelení hora (Löwenberg, 1171 m), einem Ausläufer der Schwarzen Koppe (pl.: Czarna Kopa, cs.: Svorová hora, 1407 m). Die Gruppe der etwa neun Bergbauden ist auf einer ausgedehnten Wiesenfläche verteilt, die aus einer Rodung hervorging und früher zur Almwirtschaft genutzt wurde. Viele der Häuser sind von einem sogenannten Agrarwall umgeben, der aus Steinen besteht, die von den Bewohnern beim Mähen der Wiesen aufgelesen und entlang der Grundstücksgrenze aufgeschichtet wurden. Diese Wiesenenklave genannte Ansammlung von Berghöfen ist für das Riesengebirge geradezu typisch und ähnliche Siedlungen finden sich beispielsweise bei der Fuchswiese unterhalb des Fuchsbergs (Liščí hora) oder am Friesberg (Světlý vrch).
Simmaberg ist einer der abgelegensten Orte im Riesengebirge. Es gehört zum am dünnsten besiedelten Gebiet der Region und besitzt keinen Anschluss an moderne Versorgungsnetze. Erst in den Jahren 1976 bis 1982 wurde nach einigen Kontroversen der Bau der asphaltierten Straße durch den Löwengrund fertiggestellt, der „Simons Hütten“ mit der Nachbarsiedlung „Niklův vrch“ (Nikelsberg) und Malá Úpa verband.

## Architektur
Das Ensemble aus gezimmerten Gebirgshäusern ist ein bauhistorisch ausgesprochen wertvolles Erbe der ostriesengebirgischen Volksarchitektur. Nur hier sind alle unterschiedlichen Bauarten gemeinsam anzutreffen. Ganz oben steht das einstige Forsthaus mit einem Risalit in der Gebäudefront. Ein uraltes Gebäude mit traditionellem Satteldach und der typischen Kleinaupaer Heubodengaube an der hinteren Seite steht ebenso beispielhaft wie Bauden des jüngsten Entwicklungstyps mit bewohnbarem Halbstock über dem gezimmerten Erdgeschoss. Das Dachgeschoss wird von einer typischen vorderen Sattelgaube aufgehellt, hinten befinden sich wiederum Heubodengauben. Die Šímovy Chalupy wurden daher im Jahr 2004 als erstes Denkmalschutzgebiet für Volksarchitektur im Riesengebirge in die Liste der dörflichen Denkmalzonen in Tschechien „Vesnická památková zóna“ (VPZ) aufgenommen.